# Misumenops spinulosissimus
Misumenops spinulosissimus är en spindelart som först beskrevs av Lucien Berland 1936.  Misumenops spinulosissimus ingår i släktet Misumenops och familjen krabbspindlar. Inga underarter finns listade i Catalogue of Life.